# Enyec nyelv
Az enyec szamojéd nyelv, amelyet az enyecek beszélnek a Jenyiszej folyó alsó folyásának vidékén Oroszországban. Két jól elhatárolódó nyelvjárása van: az erdei enyec és a tundrai enyec. Mindkettőt tulajdonképpen különálló nyelvnek is lehet tekinteni. Összesen csupán körülbelül 70 anyanyelvi beszélő van, kis többségük az erdei enyecet beszéli. Mindegyik beszélő középkorú vagy idősebb, és második nyelvként beszéli az oroszt, ráadásul a enyecek lassan asszimilálódnak az oroszokba, és mivel lassan egyre kevesebben tanítják a gyerekeknek, veszélyeztetett nyelvnek számít, így az enyec közel áll a kihaláshoz.
Közeli rokona a nyenyec nyelvnek (egyik nyelvjárásának tekintették korábban), illetve a nganaszan nyelvnek.